# Боган, Джеральд
Джеральд Фрэнсис Боган (англ. Gerald Francis Bogan; 27 июля 1894, Макино-Айленд — 8 июня 1973, Ла-Холья) — вице-адмирал ВМС США, участник Первой и Второй мировых войн.

## Биография
Джеральд Боган родился 27 июля 1894 года в Макино-Айленд. Он окончил школу в Чикаго. В июне 1912 года поступил в Военно-морскую академию, из которой выпустился в 1916 году в звании энсина. Первое назначение Боган получил на броненосец USS Vermont. В октябре 1916 года он был переведён на должность инструктора тренировочной станции на Великих озёрах. В марте 1917 года его назначили на должность артиллерийского офицера на лёгкий крейсер Birmingham. После вступления США в Первую мировую войну корабль нёс службу по сопровождению конвоев в европейских водах. После завершения боевых действий Боган служил на эсминцах Stribling и Hopewell.
В 1920 году он был назначен на должность старшего офицера эсминца Broome, который нёс службу в Балтийском и Средиземном морях, а затем был переведён в Азию. С января 1922 года Боган был начальником радиостанции ВМС США на острове Русский во Владивостоке. После возвращения в США в 1923 году он занимал должности инструктора в Военно-морской академии и тренировочном центре в Хэмптон-Роудс. Затем Боган прошёл переподготовку на военно-воздушной базе в Пенсаколе и получил квалификацию офицера морской авиации. В марте 1925 года он получил назначение в эскадрилью, базировавшуюся на авианосце Langley в Гонолулу. С 1926 по 1928 год Боган командовал эскадрильей.
С июня 1930 по июль 1931 года он командовал третьей эскадрильей, базировавшейся на авианосцах Lexington и Langley. Затем занимал аналогичную должность на авианосце Saratoga. В июне 1932 года Боган был прикомандирован в качестве инструктора на базу морской авиации Анакостия, а в 1934 году вернулся на Lexington на должность офицера управления полётами. С 1936 по 1938 год он проходил службу в Пенсаколе в качестве суперинтенданта лётной подготовки, а затем старшего офицера. Ещё два года Боган провёл на авианосце Yorktown, занимая должности штурмана и старшего офицера. В августе 1940 года его назначили командиром базы морской авиации в Майами. На этом посту он пробыл до октября 1942 года.
С октября 1942 по июнь 1943 года Боган командовал авианосцем Saratoga, участвовавшем в битве за Гуадалканал. С июня по октябрь 1943 года он был командиром авиации Десятого флота под началом адмирала Эрнеста Кинга. С октября 1943 по январь 1944 года командовал воздушным флотом в Норфолке. С января 1944 года он последовательно командовал 25, 11 и 4 дивизиями авианосцев. После завершения операции на Сайпане Богана назначили командиром тактической группы 38.2. В этой должности он служил до конца войны. За участие в боевых действиях на Тихом океане Джеральд Боган был награждён орденом «Легион почёта», Военно-морским крестом и двумя медалями «За выдающуюся службу».
После капитуляции Японии Боган вернулся в США. До февраля 1946 года он командовал воздушным флотом в Аламиде. Затем ему присвоили звание вице-адмирала и назначили командующим авиацией Атлантического флота. С 8 января 1949 года по 1 февраля 1950 года Боган командовал Первым флотом ВМС США.